# Abdou Razack Traoré
Abdou Razack Traoré (* 28. prosince 1988, Abidžan, Pobřeží slonoviny) je fotbalový útočník z Burkiny Faso a původem z Pobřeží slonoviny, který je v současné době hráčem tureckého klubu Karabükspor. Je také reprezentantem Burkiny Faso.

## Klubová kariéra
Traoré působil v klubech Raja Casablanca (Maroko), Rosenborg BK (Norsko), Lechia Gdańsk (Polsko), Gaziantepspor (Turecko), Karabükspor (Turecko). S Rosenborgem získal dvakrát ligový titul (2009, 2010).

## Reprezentační kariéra
V seniorské reprezentaci Burkiny Faso debutoval v roce 2011.
Zúčastnil se Afrického poháru národů 2012 v Gabonu a Rovníkové Guineji, kde burkinafaský národní tým skončil v základní skupině B na posledním čtvrtém místě bez zisku bodu. Na Africkém poháru národů 2013 v Jihoafrické republice byl členem burkinafaského týmu, který se probojoval až do finále proti Nigérii, kde podlehl soupeři 0:1.

Zúčastnil se i Afrického poháru národů 2015 v Rovníkové Guineji.